# Мови повноетнічні частковотериторіальні
Повноетнічні частковотериторіальні мови — це мови, у яких усі їх представники користуються рідною мовою, але через відсутність державності не можуть поширити її на всю територію свого проживання, тобто стимулювати до її засвоєння національні меншини. Повноетнічними частковотериторіальними були латвійська, литовська й естонська мови за часів існування СРСР. Здобувши незалежність, країни Балтії почали вести мовну політику, згідно з якою представники національних меншин мусили опанувати державну мову або виїхати за межі країни.